# Burmistrzowie i prezydenci Ostrowa Wielkopolskiego
Artykuł zawiera chronologiczną listę zarządców Ostrowa Wielkopolskiego. Do 1948 byli to burmistrzowie, w latach 1948-1950 i od 1975 prezydenci, a w latach 1950-1975 przewodniczący prezydium miejskiej rady narodowej. Zobacz też: historia Ostrowa Wielkopolskiego.

### Burmistrzowie (do 1793)

Herb Ostrowa Wielkopolskiego

## Zarządzający miastem Ostrów Wielkopolski

### Burmistrzowie (do 1793)[1]
Lista niekompletna.
- Lorenz Schlachter (od 1764 roku),
- Tomasz Szrej (1773),
- Kasper Gärtner (od ok. 1790)

### Burmistrzowie (1793-1918)[1]
| Burmistrz       | od       | do   |
| --------------- | -------- | ---- |
| Kasper Gärtner  | ok. 1790 | 1808 |
| Jan Szperliński | 1808     | 1815 |
| Rudolf Oehlers  | 1815     | 1837 |
| Augustin        | 1837     | 1867 |
| Robert Castner  | 1867     | 1872 |
| Schuder         | 1872     | 1892 |
| Roll            | 1892     | 1896 |
| Wilhelm Ressel  | 1896     | 1904 |
| Max Bessert     | 1905     | 1918 |

### Burmistrzowie (1919-1948)[3]
W okresie międzywojnia burmistrza wybierała rada miejska. W latach 1939-1945 funkcję pełniły osoby wskazane przez hitlerowskich okupantów. Po wojnie władzę objął burmistrz wskazany przez dowództwo oddziałów Armii Czerwonej, które wkroczyły do miasta.
| Burmistrz          | od   | do   |
| ------------------ | ---- | ---- |
| Stefan Rowiński    | 1919 | 1920 |
| Stanisław Musielak | 1920 | 1929 |
| p.o. Józef Jondro  | 1929 | 1929 |
| Wacław Cegiełka    | 1930 | 1939 |
| Walter Hirsch      | 1939 | 1940 |
| Willy Kemnitz      | 1940 | 1945 |
| p.o. Henryk Serwa  | 1945 | 1945 |
| Idzi Zemski        | 1945 | 1948 |

### Prezydent (1948-1950)[3]
Urząd prezydenta utworzono w Ostrowie Wielkopolskim po II wojnie światowej. Piastowała go tylko jedna osoba.
| Prezydent            | od   | do   |
| -------------------- | ---- | ---- |
| Władysław Prętkowski | 1948 | 1949 |
| p.o. Idzi Zemski     | 1949 | 1950 |

### Przewodniczący prezydium miejskiej rady narodowej (1950–1975)[1][3]

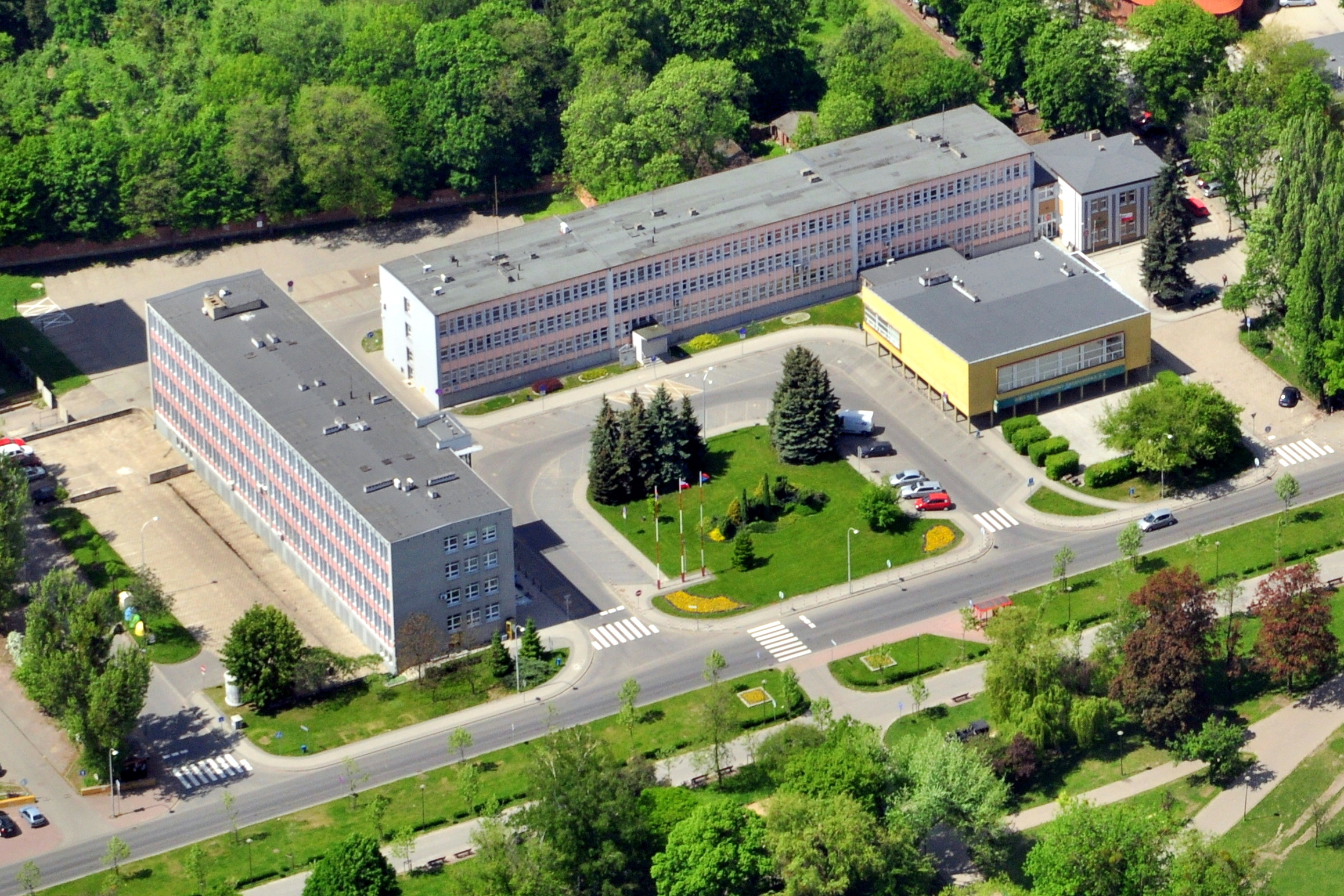
Siedziba Urzędu Miejskiego w Ostrowie Wielkopolskim

Przewodniczący Prezydium Miejskiej Rady Narodowej w Ostrowie Wielkopolskim był powoływany za zgodą wojewódzkiej rady narodowej. Kierował administracją państwową w mieście.
| Przewodniczący    | od   | do   |
| ----------------- | ---- | ---- |
| Stefan Cajdler    | 1950 | 1954 |
| Stanisław Chojdak | 1954 | 1957 |
| Sylwester Walczak | 1957 | 1958 |
| Marian Gilarski   | 1958 | 1969 |
| Janusz Garbacz    | 1969 | 1973 |
| Józef Czubak      | 1973 | 1975 |

### Prezydenci (od 1975 roku)[1][3]
Od 2002 roku prezydent Ostrowa Wielkopolskiego wyłaniany jest w bezpośrednich wyborach odbywających się co 5 lat (do 2018 co 4 lata). Wcześniej wskazywany był przez wojewodę, a po upadku komunizmu w Polsce wybierany przez radę miejską.
| Prezydent           | od   | do   |
| ------------------- | ---- | ---- |
| Lech Makowski       | 1975 | 1977 |
| Grzegorz Woźny      | 1977 | 1985 |
| Jerzy Świątek       | 1985 | 1990 |
| Mirosław Kruszyński | 1990 | 2002 |
| Jerzy Świątek       | 2002 | 2006 |
| Radosław Torzyński  | 2006 | 2010 |
| Jarosław Urbaniak   | 2010 | 2014 |
| Beata Klimek        | 2014 | dziś |